# Holmar Attila Mück
Holmar Attila Mück (* 8. Juni 1944 in Berlin) ist ein deutscher Hörfunk-, Film- und Fernsehautor und Regisseur.

## Leben
Holmar Attila Mück wurde als Sohn eines ungarischen Diplomaten in Berlin geboren. Nach dem Abitur 1963 war er als medizinischer Praktikant an der Charité tätig. 1965 wurde ihm der medizinische Studienplatz wegen Wehrdienstverweigerung entzogen; ein Ersatzstudium Biologie/Chemie lehnte er ab. Stattdessen studierte er evangelischen Theologie. Ab 1970 arbeitet er als Verlagslektor, danach als Dramaturg im DEFA-Studio für Dokumentarfilme in Berlin. Seit 1968 schrieb er als Mitarbeiter beim Berliner Rundfunk Funkerzählungen, Essays, Hörspiele, Feuilletons, Features.
1976 kündigte er seine Stelle bei der DEFA, trat aus dem Verband der Film- und Fernsehschaffenden der DDR aus und reiste 1979 nach Jugoslawien. 1980 begegnete er Eva Strittmatter, über die er  1982 ein Filmporträt drehte.
1985 wurde er Mitglied des DDR-Schriftstellerverbandes, reiste 1986 nach Rom, wo er über Armin T. Wegner und über Dompropst Bernhard Lichtenberg recherchierte. Hier begann eine langjährige freundschaftliche Beziehung zu dem Jesuiten Peter Gumpel, einem Historiker und Richter an der Kongregation für die Selig- und Heiligsprechung im Vatikan.
1987 übersiedelte er „illegal“ nach Westberlin. Er schrieb zunächst als freier Mitarbeiter für den RIAS Berlin und den SFB. Seit dieser Zeit ist er freier Rundfunk-, Film- und Fernsehautor und Regisseur.
Von 1991 bis 2006 war er als Autor und Regisseur beim ORB bzw. beim RBB beschäftigt.
Mück ist Mitglied im Verband deutscher Schriftsteller.

## Werke
Mück verfasste zahlreiche Radio-Features, schrieb über 30 Hörspiele – meist zu historischen Themen – und bearbeitete Romane der Weltliteratur für den Rundfunk.

### Funkerzählungen
- Der Palmweintrinker (nach Amos Tutuola)
- Die Thibaults (nach R.M. du Gard)
- St. Peters Regenschirm (nach M. Kalman)
- Schuld und Sühne (nach F. Dostojewski)
- Die Verwandlung (nach F. Kafka)